# Фома (Гирчич)
Фома (в миру Феодор Гирчич; ок. 1720—1757) — соборный иеромонах Русской православной церкви и педагог.

## Биография
Родился около 1720 года; выходец «с Полтавы сын казачей». 
Обучался в Киевской духовной семинарии (академии?). По окончании обучения работал в ней учителем с 1747 по 1752 год; в 1749 году был пострижен в монашество с именем Фома. 
С 1 сентября 1752 года был назначен членом Киевской духовной консистории, с поручением отправлять в академии «половинную часть должности проповеднической», а в 1753 году был перемещён проповедником в Троице-Сергиеву лавру. В декабре следующего года отец Фома был определён в префекты Троицкой лаврской семинарии и 2 октября 1755 года причислен к соборным иеромонахам Лавры, с оставлением в должности префекта. 
В 1752 году — по указу киевского митрополита Тимофея (Щербацкого) — вместе с архидиаконом Манассией (Максимовичем) проверял по первоисточникам Четьи-Минеи святого Димитрия Ростовского для 3-го их издания. Работа эта, веденная со смелыми критическими приемами, имела результатом совместно составленную исправителями обстоятельную записку о замеченных в источниках и части сочинения св. Димитрия ошибках и противоречиях, которые после легли в основу новой подобной работы, исполненной в городе Санкт-Петербурге. Отрывки из этой записки напечатаны в «Трудах Киевской духовной академии» (1909, октябрь. — С. 233—238).
Скончался в 1757 году в Троице-Сергиевой лавре.